# Krążowniki lekkie typu Fargo
Krążowniki typu Fargo – typ amerykańskich lekkich krążowników budowanych pod koniec II wojny światowej. Do służby weszły dwie jednostki tego typu "Fargo" (CL-106) i "Huntington" (CL-107) z planowanych trzynastu. Krążowniki typu Fargo wywodziły się od krążowników typu Cleveland. Doświadczenia zdobyte w toku działań bojowych pozwoliły amerykańskiej marynarce na sformułowanie nowych wytycznych dotyczących projektowania i budowy nowych okrętów, które lepiej od swoich poprzedników spełniałyby swoje zadania.

## Geneza

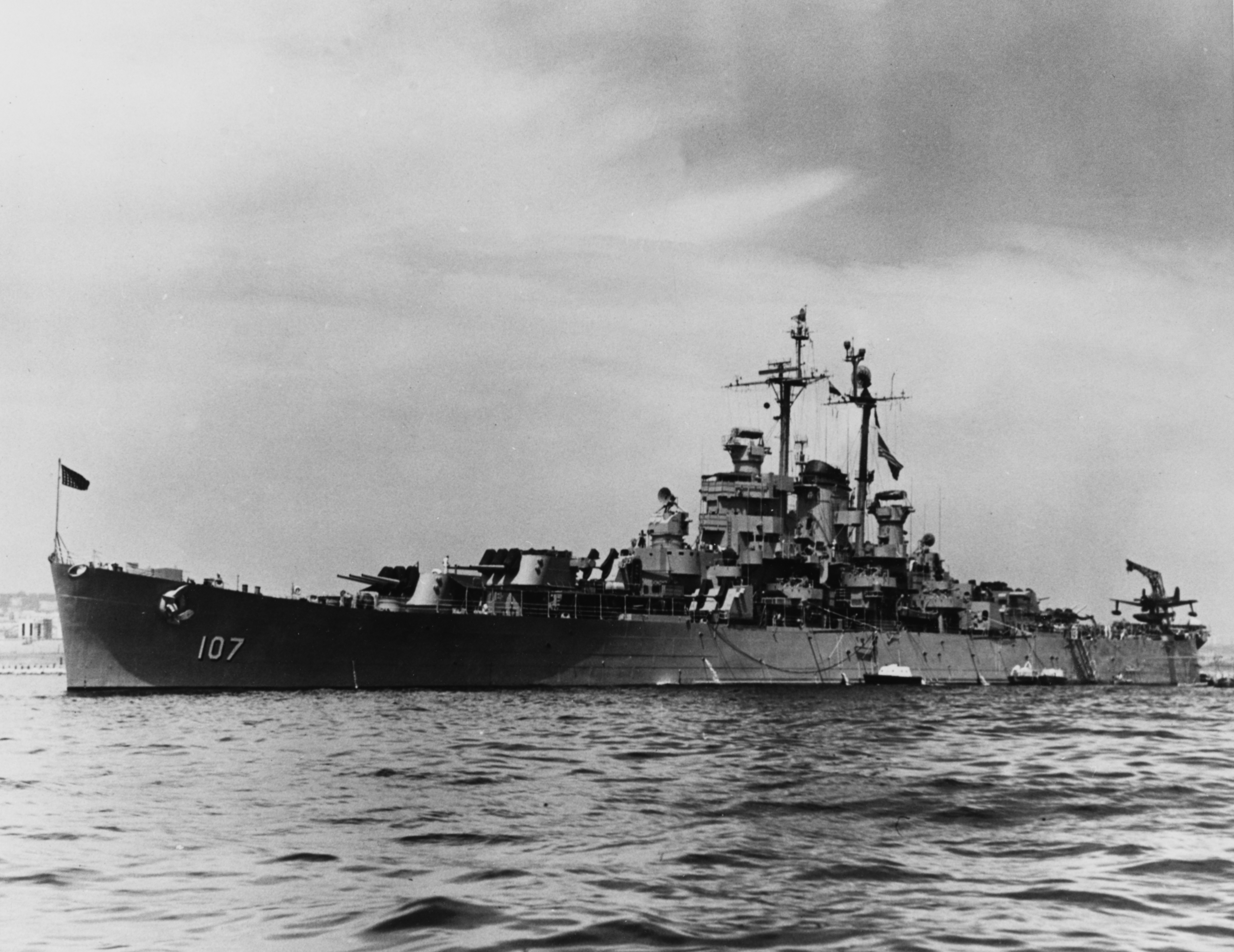
USS "Huntington" w Neapolu w 1948

1 sierpnia 1942 roku Biuro Konstrukcyjne Marynarki przedstawiło głównodowodzącemu marynarki admirałowi Kingowi szkic modyfikacji krążowników typu Cleveland mających zwiększyć ich zdolności bojowe. Głównymi celami przewidzianych zmian miało być zwiększenie stateczności okrętów, rozszerzenie pól ostrzału broni przeciwlotniczej, poprawienie efektywności dowodzenia oraz nadanie kadłubowi większej odporności na uszkodzenia poniżej linii zanurzenia krążowników. 20 sierpnia 1942 roku Rada Główna US Navy zgodziła się na te modyfikacje, formułując na ich podstawie charakterystykę nowych krążowników. Okręty miały mieć obniżone wieże armat kalibru 152 mm oraz obniżone podstawy stanowisk działek kalibru 40 mm, wieże armat kalibru 127 mm miały zostać postawione bezpośrednio na górnym pokładzie. Zrezygnowano z drzwi wodoszczelnych w grodziach na dolnych pokładach (wynikało to z faktu, że często podczas eksplozji wewnątrz okrętu dochodziło do wyważania drzwi i w efekcie zalewania przedziałów okrętu pomiędzy grodziami). Zastosowano jeden komin, ograniczając wielkość i wysokość nadbudówek krążownika.

## Budowa
Budowę 13 jednostek typu Fargo powierzono dwóm stoczniom New York Shipbuilding Co. w Camden w stanie New Jersey oraz Newport News Drydocks and Shipbuilding Co. w Newport News w Wirginii. Z uwagi na brak wykwalifikowanej siły roboczej w New York Shipbuilding, budowę USS "Wilmington" (CL-111) przeniesiono do William Cramp and Sons Shipbuilding Co. w Filadelfii. 5 października 1944 roku z powodu niemożności ukończenia niektórych jednostek przed 1947 rokiem anulowano zamówienie na USS "Vallejo" (CL-112), USS "Helena" (CL-113), USS "Roanoke" (CL-114) oraz nienazwany CL-115. Ostatecznie położono stępkę pod budowę 9 jednostek. Budowa lekkich krążowników typu Fargo nie miała wysokiego priorytetu, korzystny dla Amerykanów rozwój sytuacji na Pacyfiku, duża ilość budowanych równolegle jednostek typu Cleveland, zaangażowanie stoczni w bardziej potrzebne projekty (stocznia w Newport News budowała lotniskowce typu Essex i Midway). W efekcie ukończono tylko dwie jednostki typu Fargo, budowę pozostałych przerwano decyzją z 12 sierpnia 1945 roku.
| Nr. taktyczny Nazwa | Stocznia                            | Położenie stępki | Wodowanie  | Wejście do służby |
| ------------------- | ----------------------------------- | ---------------- | ---------- | ----------------- |
| CL-106 Fargo        | New York Shipbuilding               | 23.08.1943       | 22.02.1945 | 09.12.1945        |
| CL-107 Huntington   | New York Shipbuilding               | 04.10.1943       | 08.04.1945 | 23.02.1946        |
| CL-108 Newark       | New York Shipbuilding               | 17.01.1944       | –          | –                 |
| CL-109 New Haven    | New York Shipbuilding               | 28.02.1944       | –          | –                 |
| CL-110 Buffalo      | New York Shipbuilding               | 03.04.1944       | –          | –                 |
| CL-111 Wilmington   | William Cramp and Sons Shipbuilding | 05.03.1945       | –          | –                 |
| CL-116 Tallahassee  | Newport News                        | 31.01.1944       | –          | –                 |
| CL-117 Cheyenne     | Newport News                        | 29.05.1944       | –          | –                 |
| CL-118 Chattanooga  | Newport News                        | 09.10.1944       | –          | –                 |

## Uzbrojenie
Główne uzbrojenie okrętów stanowiło 12 armat Mk 16 kalibru 152 mm L/47 umieszczonych w 4 wieżach po trzy lufy, kierowanych dwoma dalocelowikami Mk 34 sprzężonymi z radarami Mk 13, artylerię średniego kalibru stanowiło 12 armat Mk 12 kalibru 127 mm L/38, umieszczonych w 6 wieżach, kierowanych dwoma dalocelownikami Mk 37 z radarami Mk 25 (na USS "Fargo") lub Mk 12/22 (na USS "Huntington"). Lekką artylerie tworzyło 28 działek Bofors Mk 2 kalibru 40 mm L/56 na 6 stanowiskach po 4 lufy i dwóch stanowiskach po dwie lufy oraz 28 działek Oerlikon Mk 4 kalibru 20 mm L/70, na 14 stanowiskach po dwie lufy. Stanowiska Boforsów miały własne systemy kierowania ogniem Mk 57 z radarem Mk 34. Okręty posiadały radar ostrzegawczy SK-2. Wyposażenie lotnicze stanowiły dwa wodnosamoloty Curtiss SC-1 Seahawk.

## Opancerzenie
Pas burtowy miał szerokość 2,7 m i długość około 78 m, na górnej krawędzi miał grubość 127 mm, a na dolnej 83 mm. Pas wewnętrznego pancerza miał grubość od 51 mm na dziobie do 76-119 mm na rufie. Pokład pancerny miał grubość 51 mm. Wieże armat 152 mm chroniły płyty pancerne o grubości 152 mm od czoła, 76 mm na dachu i bokach, 38 mm od tyłu. Stanowisko dowodzenia bojowego osłaniał pancerz 127 mm (ściany) i 58 mm (strop).

## Modyfikacje
W związku z szybkim wycofaniem obydwu jednostek typu Fargo z aktywnej służby, powojenne modyfikacje jakimi je objęto były niewielkie i ograniczyły się do zamontowania radaru wykrywania celów powietrznych SR-3 zamontowanego w 1949 roku na USS "Fargo", wkrótce zastąpionego radarem SPS-6B. Na USS "Huntington" SR-3 zamontowano w 1948 i pozostał na nim do końca służby okrętu. W 1946 z obydwu jednostek zdjęto działka 20 mm.